# Exerzierplatz (dzielnica)
Exerzierplatz, Kiel-Exerzierplatz – dzielnica miasta Kilonia w Niemczech, w kraju związkowym Szlezwik-Holsztyn.